# Sadales I
Sadales I va ser un rei odrisi d'Astea a Tràcia.
Va succeir al seu pare Cotis I d'Astea (el IV dels reis odrisis de Tràcia amb el nom de Cotis) i va governar uns set anys, potser del 87 aC al 80 aC. El va succeir el seu fill Cotis II d'Astea (V rei odrisi de Tràcia de nom Cotis). En parla Ciceró.